# Ampedus coenobita
Ampedus coenobita là một loài bọ cánh cứng trong họ Elateridae. Loài này được A. Costa miêu tả khoa học năm 1881.